# Réda Halaïmia
Mohamed Réda Halaïmia (28 augustus 1996) is een Algerijns voetballer die sinds 2019 uitkomt voor Beerschot VA. Halaïmia is een verdediger.

## Clubcarrière
Halaïmia startte zijn profcarrière bij MC Oran. In juni 2019 maakte hij de overstap naar Beerschot VA, waar hij een contract voor twee seizoenen met optie op twee extra seizoenen ondertekende. Beerschot wist op dat moment nog niet zeker of het in het seizoen 2019/20 in Eerste klasse A of Eerste klasse B zou aantreden. Ondanks een moeilijke aanpassing in België – mede vanwege het overlijden van zijn moeder – werd Halaïmia meteen een vaste waarde bij Beerschot, dat uiteindelijk in Eerste klasse B werd ondergebracht. In de wintertransferperiode bracht een club uit de Ligue 1 een bod van meer dan een miljoen euro uit op Halaïmia, maar de Algerijn bleef op het Kiel. In maart 2021 verlengde hij zijn contract, dat op het einde van het seizoen afliep, tot 2023.

## Statistieken
| Seizoen         | Club            | Land              | Competitie              | Competitie | Competitie | Beker | Beker | Internat. | Internat. | Totaal | Totaal |
| Seizoen         | Club            | Land              | Competitie              | Wed.       | Dlp.       | Wed.  | Dlp.  | Wed.      | Dlp.      | Wed.   | Dlp.   |
| --------------- | --------------- | ----------------- | ----------------------- | ---------- | ---------- | ----- | ----- | --------- | --------- | ------ | ------ |
| 2015/16         | MC Oran         | Vlag van Algerije | Ligue Professionnelle 1 | 20         | 0          | 0     | 0     | —         | —         | 20     | 0      |
| 2016/17         | MC Oran         | Vlag van Algerije | Ligue Professionnelle 1 | 19         | 0          | 0     | 0     | —         | —         | 19     | 0      |
| 2017/18         | MC Oran         | Vlag van Algerije | Ligue Professionnelle 1 | 28         | 0          | 2     | 0     | —         | —         | 30     | 0      |
| 2018/19         | MC Oran         | Vlag van Algerije | Ligue Professionnelle 1 | 28         | 0          | 3     | 0     | —         | —         | 31     | 0      |
| 2019/20         | Beerschot VA    | Vlag van België   | Eerste klasse B         | 22         | 1          | 1     | 0     | —         | —         | 23     | 1      |
| 2020/21         | Beerschot VA    | Vlag van België   | Eerste klasse A         | 16         | 0          | 1     | 0     | —         | —         | 17     | 0      |
| 2021/22         | Beerschot VA    | Vlag van België   | Eerste klasse A         | 5          | 0          | 0     | 0     | —         | —         | 5      | 0      |
| Carrière totaal | Carrière totaal | Carrière totaal   | Carrière totaal         | 138        | 1          | 7     | 0     | 0         | 0         | 145    | 1      |

## Interlandcarrière
Halaïmia maakte op 27 december 2018 zijn interlanddebuut voor Algerije in een vriendschappelijke interland tegen Qatar, waarin hij in de 70e minuut mocht invallen voor Haithem Loucif.
2 Dagba ·
3 Matthys ·
4 Plat ·
5 Mbe Soh ·
6 Fayed ·
7 Reyners ·
8 Henderson ·
9 Kosiah ·
10 Verlinden ·
11 Krüger ·
13 Doucouré ·
16 Al-Ghamdi ·
17 Al-Sahafi ·
18 Sanusi  ·
19 Thiam ·
21 Vargas ·
25 Colassin ·
26 Tshimanga ·
27 Keita ·
28 Weymans ·
30 Huiberts ·
32 Wright-Phillips ·
33 Shinton ·
42 Martha ·
47 Cagro ·
51 De Stobbeleir ·
55 Nzouango ·
66 Tolis ·
71 Matijaš ·
Coach: Kuijt